# فيلهارموني كنجه الحكومية
فيلهارموني فيلهارموني كنجه الحكومية: (بالأذربيجانية: Fikrət Əmirov adına Gəncə Dövlət Filarmoniyası) - مجمع الحفلات الموسيقية في كنجه.

## التاريخ
تم أنشائها في عام 2012, في مدينة كنجه, في تقاطع شارعي جواد خان و حسن باي زردابي. و تم افتتاحها في عام 2017 والتي صممها المعمار راميز حسينوف. 
تأسس فيلهارموني كنجه الحكومية بمبادرة عزير حاجبايوف في 1935-1936. 
في عام 1949 تم إنهاء فعاليته فيلهارموني, و لكن في 1990, بدأ فيلهارموني كنجه الحكومية الي فعاليته.

كان مديره فيلهارموني كنجه الحكومية محمد برجالييف, بين عامين 1946-1949.
تم إنهاء جمعية ولاية غانجا الفيلهارمونية في عام 1949، ولكن بدأت الدولة الفيلهارمونية من كنجه إعادة افتتاحها في عام 1990.
تم تأسس أول أوركسترا سمفونية في كنجه, على يد شيرين رزاييف, في عام 1969.
تم تأسس فيلهارموني كنجه الحكومية خلال زيارة إلهام علييف إلى مدينة كنجه, في 21 يناير, عام 2012.
في 15 مارس, عام 2014، حدثت أضرار بالغة في البناء. في 10 نوفمبر, عام 2017، أقيم حفل الافتتاح للمبنى الجديد لأوركسترا الفيلهارمونية بمشاركة إلهام علييف.

## معرض صور

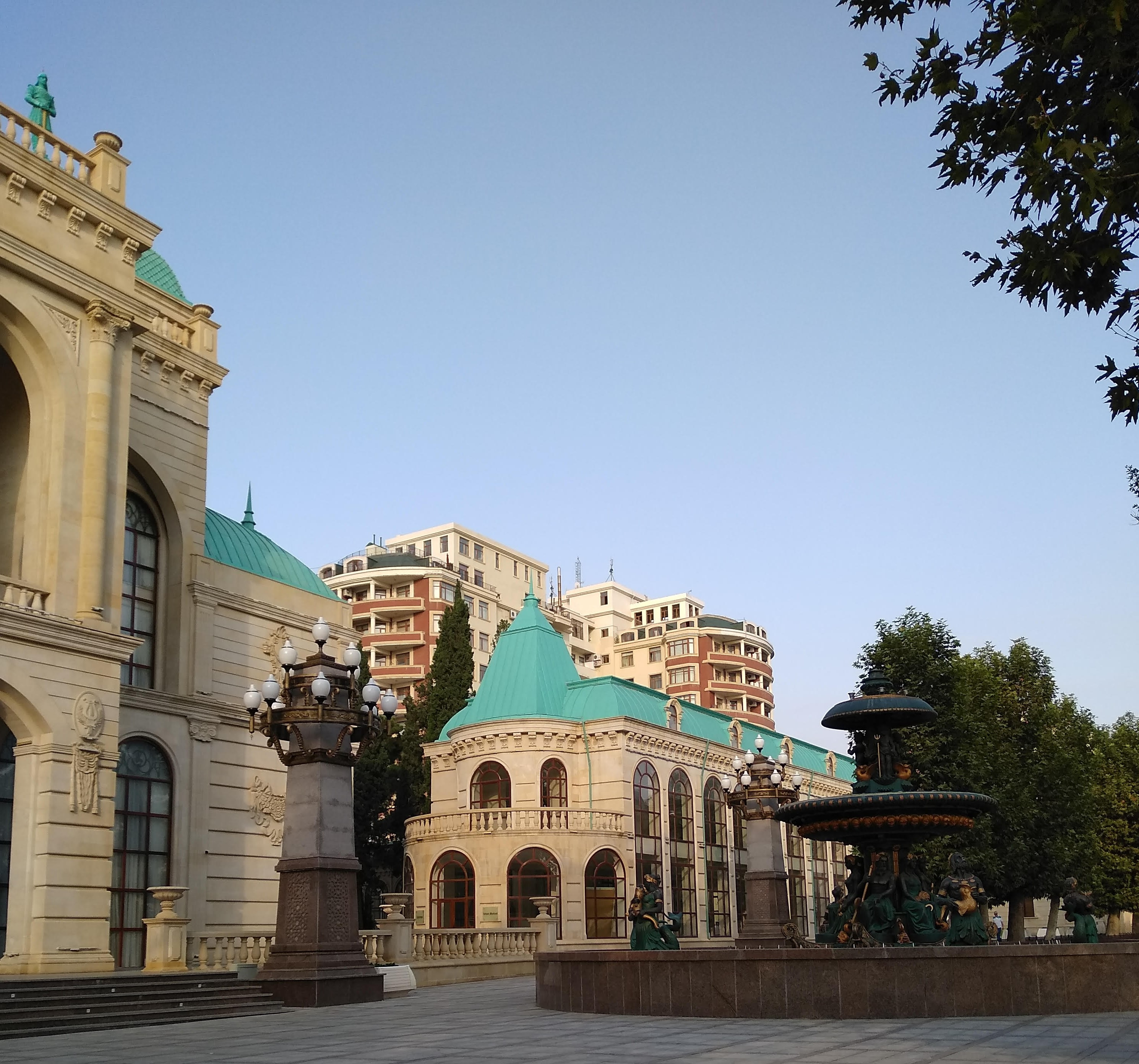
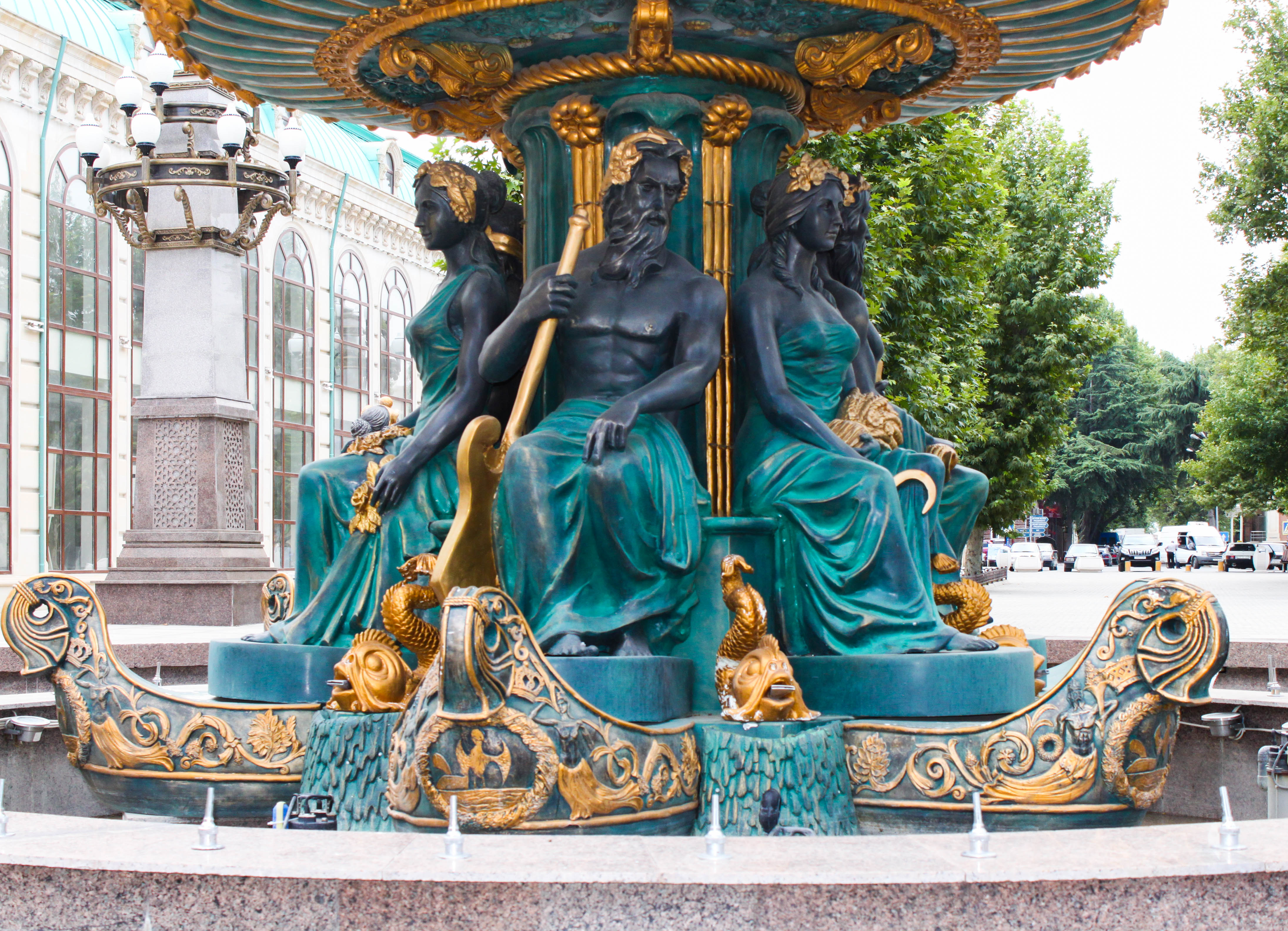
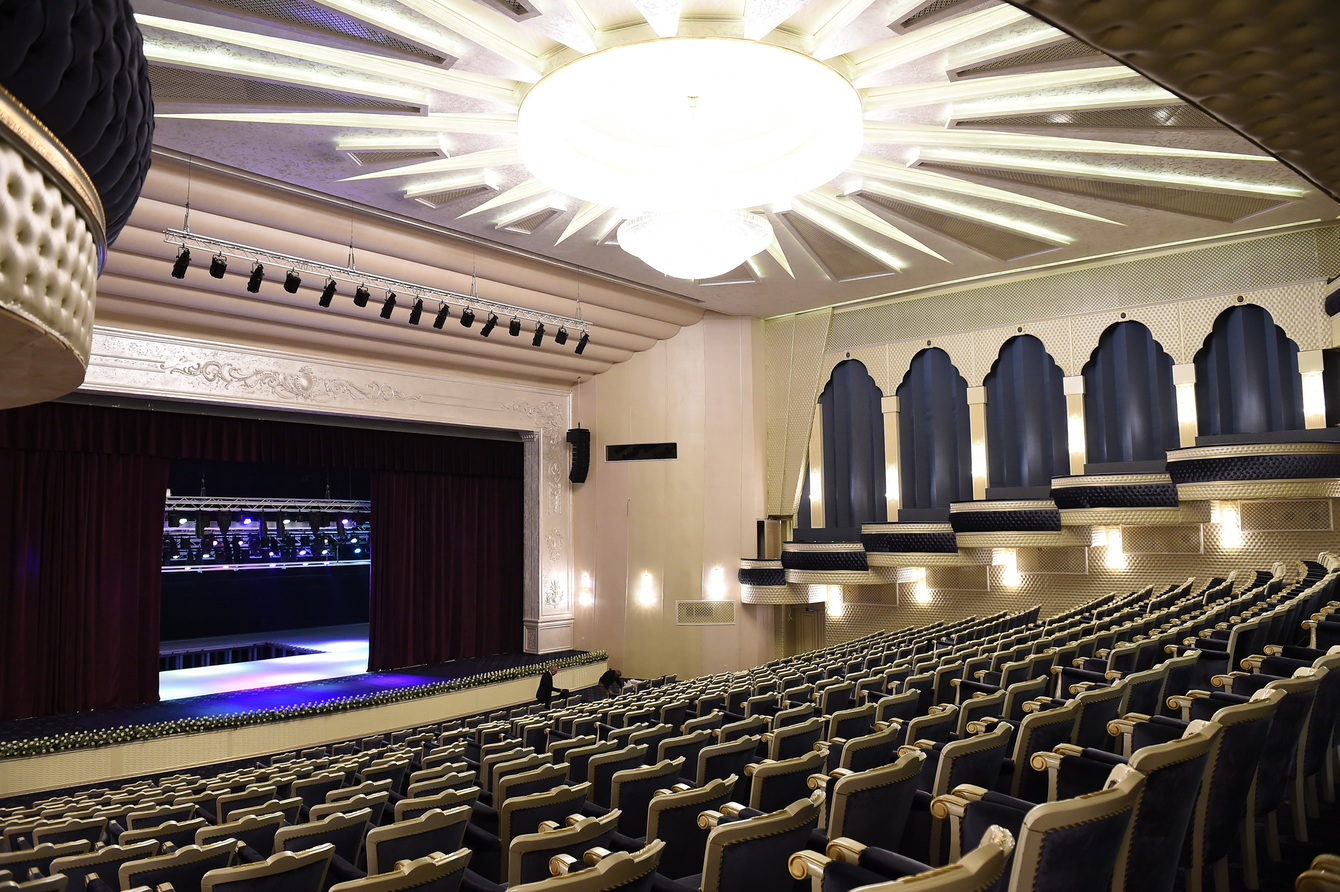
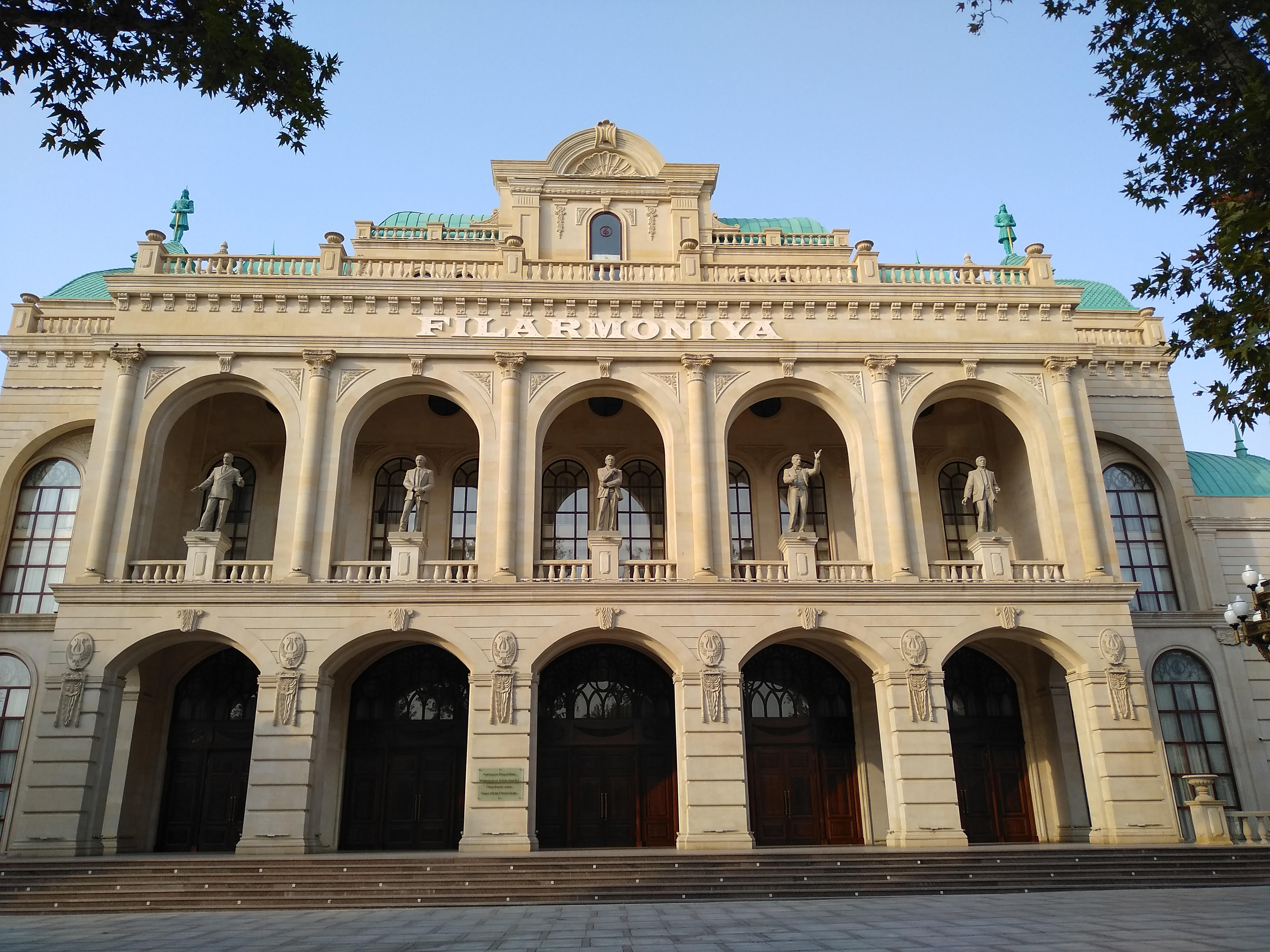

## التصميم
يقع بنأ فيلهارموني كنجه الحكومية في ناحية نظامي الكنجوي, لمدينة كنجه في تقاطع شارعي جواد خان و حسن باي زردابي. يضم البناء الذي أنشاء في تصميم الكلاسيكى من 6 طوابق, و فرفة المنتج وغرفة راحة وبوفيه. و في نفس الوقت, هنا قاعات حفلة موسيقية ل 1100 شخص و قاعات اجتماعات ل 300 شخص و 10 لوجا. ويقف قائد الأوركسترا تحت نقطة القمة تمامًا.
 في بلكون في الطابق الثالث من البناء التماثيل عزير حاجبايوف, فكرت عميروف, قار قاراييف, نيازي, و عارف مليكوف.

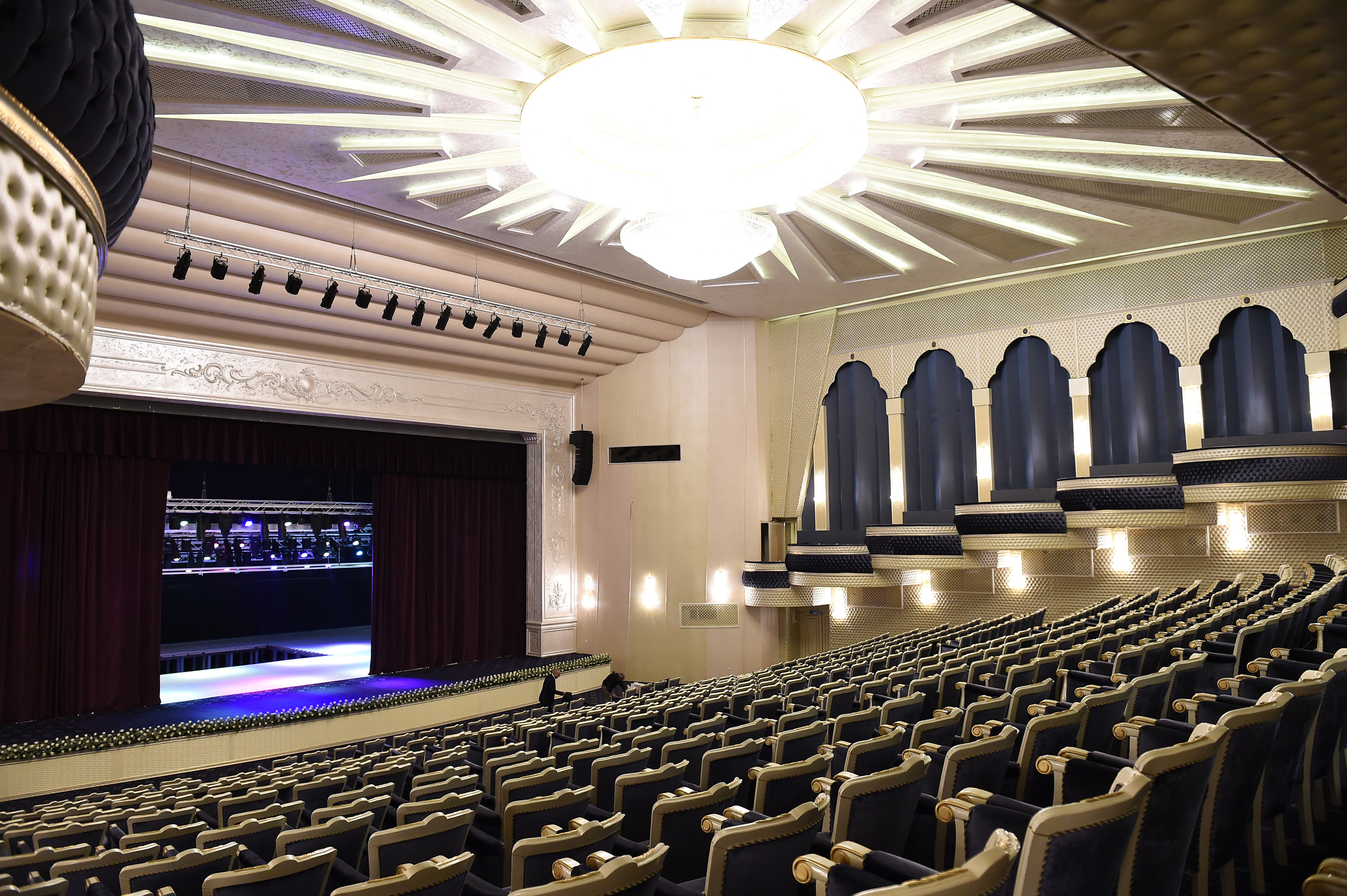
التصميم الداخلي لفيلهارموني كنجه الحكومية

## فعاليته
في 23 يونيو 2017، بأمر, وزير الثقافة أبولفاز قاراييف, تم تعيين الفنان الشعبي لجمهورية أذربيجان سمير جعفروف مديرا في فيلهارموني كنجه الحكومية.
يضم الفيلهارموني فرقة الأغنية والرقص الرسمية «كوي - كول» وأوركسترا الآلات الوطنية.
فيلهارموني كنجه الحكومية إسمه فكرت عميروف في تابعة لوزارة الثقافة.

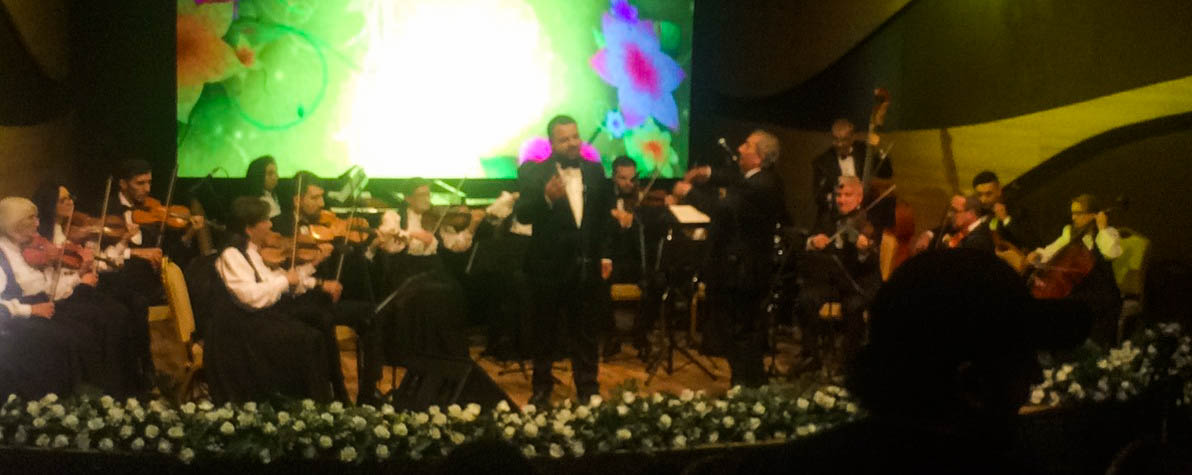
مظاهرة سمير جعفروف - مديرا في فيلهارموني كنجه, مع أوركسترا